# Ярославский государственный медицинский университет
Ярославский государственный медицинский университет Министерства здравоохранения РФ (ЯГМУ) — исследовательский медицинский вуз Ярославля. 

## История

### Предыстория Ярославского медицинского университета (1918-1924 годы)
Предшественником современного ЯГМУ можно считать медицинский факультет Ярославского государственного университета в период его существования с 1918 по 1924 годы.
Работу по его формированию с декабря 1918 года начала созданная по решению Совета университета комиссия.
Ректор университета Валериан Ширяев отправил в Народный комиссариат просвещения РСФСР подробный и объемный перечень необходимого оборудования. Развернутый план факультета, подготовленный профессором И.О. Зубовым, предполагал открытие 25-ти кафедр, музеев, лабораторий и 17 клиник, размещающихся в отдельных помещениях.
На первое время жилищный отдел Ярославского совета рабочих, солдатских и крестьянских депутатов выделил университету неплохие по тем временам здания - бывших Духовной семинарии и Ионафановского училища (ныне в них размещается ЯГПУ им. К.Д. Ушинского).
16 января 1919 года в разгар ремонтных работ Ярославская ГубЧК распорядилась предоставить здания университета для временного размещения сводного полка ВЧК. Все попытки Правления (в состав которого входил ректор ВУЗа, проректор и деканы факультетов) препятствовать этому решению не увенчались успехом. Не помогли даже обращения в высшую руководящую инстанцию сферы образования - Наркомпрос РСФСР.
Подготовительные работы по созданию медицинского факультета приостановились. Как говорилось в отчете за 1918-1919 годы: "....в течение ряда недель Университет оглашался звуками труб, барабанов, выстрелов и напоминал собою скорее военный стан, чем мирный очаг просвещения и культуры"
15 февраля 1919 года после освобождения части зданий, созданная ректором комиссия осмотрела помещения. Результаты осмотра были печальны: полная антисанитария, сломанная и пущеная на топку мебель. В комнатах и на лестницах, как сказано в акте осмотра, скопились горы мусора и нечистот, во дворе - переполненные выгребные ямы. Эти обстоятельства окончательно приостановили работы по оборудованию медицинского факультета.  Возобновились они только через два месяца, когда последние военные покинули здание университета.
Для полноценной работы новому факультету требовались педагогические кадры. Для замещения профессорских и преподавательских должностей на новых кафедрах правление ЯрГУ обратилось на естественные и медицинские факультеты петроградских и московских ВУЗов, Казанского, Харьковского и других университетов. Желающих приехать в город, где после подавления восстания, разрушенной осталась большая часть жилого фонда, оказалось немного. В какой-то мере ситуацию спасла возможность открытия кафедр по мере перехода студентов наследующие курсы.
Весь груз подготовительных работ — составление сметы, учебного плана, подбор преподавателей, оборудование кафедр и лабораторий — легли на плечи профессора Ивана Осиповича Зубова, работавшего в Ярославском государственном университете ещё до революции. С июня 1919 года он работал деканом медицинского факультета и одновременного заведующим кафедрой нервных и душевных болезней.

### Медицинский факультет ЯрГУ при И.О. Зубове (декабрь 1918 - )
В университет стали прибывать посылки с книгами, лабораторным оборудованием, инструментами, медицинской мебелью.  Наркомпрос выделил на оборудование факультета более 3 миллионов советских рублей. Однако отпуске выделенных кредитов задерживался, поэтому многие сделанные заказы приходилось отменять.  Из-за полной неисправности водопровода и канализациивозикали трудности с ремонтом выделенных помещений.
Объявленная дата начала занятий - 1 ноября 1919 года - приближалась, однако, многие профессора по-прежнему отказывались ехать в Ярославль из-за отсутствия жилья и перспектив его получения. Все, что Правление университета могло предоставить -  маленькие комнаты на верхних этажах учебных корпусов. Кроме того, в преддверии зимы из-за топливного кризиса губисполком отказал ВУЗу в снабжении дровами.

#### Современная история ЯГМУ (с 1944 года по настоящее время).
По постановлению Совета Народных Комиссаров СССР от 22 мая 1943 г. в Ярославле начал работу эвакуированный из Беларуси медицинский институт, сформированный на базе Минского и Витебского медицинских институтов, решение о реэвакуации которого было принято летом 1944 г. Однако в Ярославле (распоряжением Совета Народных Комиссаров от 15 августа 1944 г.) на его базе открылся новый вуз — Ярославский медицинский институт.

#### ЯГМИ при ректоре В.Г. Ермолаеве (1944-1949 годы)
После ликвидации Ярославского университета в 1924 году и, следовательно, медицинского факультета ВУЗа, фактически заново пришлось формировать медицинский институт Ярославля. Ему были переданы два здания на улице революционная, 5 и 7, но они находились в крайне запущенном состоянии. Внутри были "холодные аудитории, провалившиеся потолки, неисправные водопровод и канализация" и печное отопление.
К сентябрю 1944 года было сформировано 16 кафедр, крайне бедно оснащенных оборудованием. Весь профессорско-преподавательский состав выглядел следующим образом: 6 профессоров, 9 доцентов, 27 ассистентов, 25 лаборантов и препараторов. Учебный год одновременно со всеми ВУЗами СССР институт начал 2 октября 1944 года. Чтобы успеть к этому событию, "добровольно работали по 12 часов в сутки в течение августа и сентября"
К занятиям приступили 997 студентов. Прежде они обучались в 27 ВУЗах страны. Набор проходил на все направления одного-единственного факультета — лечебного.
С 1994 года — Ярославская государственная медицинская академия (ЯГМА). В ноябре 2014 года получен статус университета.

## Руководство
Деканы медицинского факультета ЯрГУ (1918-1924 годы)

Зубов Иван Осипович (врио декана с декабря 1918 по июнь 1919; декан с июня 1919
Ректоры
- Ермолаев, Владимир Георгиевич (1944—1949)
- Кербиков, Олег Васильевич (1949—1952)
- Телков, Дмитрий Павлович (1952—1955)
- Ярыгин, Никита Еремеевич (1955—1968)
- Стовичек, Георг Викторович (1968—1977)
- Новиков, Юрий Васильевич (1977—2007)
- Павлов, Алексей Владимирович (2007–2022)
- Хохлов, Александр Леонидович (с 2022)

## Структура
- Лечебный факультет
- Педиатрический факультет
- Институт фармации
- Стоматологический факультет (с 2010 года)
- ФПКВК
- ФПК преподавателей
- Факультет довузовского образования
- Факультет по работе с иностранными студентами

На сегодняшний день в университете функционируют 60 кафедр, практически на всех из них студенты имеют возможность заниматься научно-исследовательской работой, вступая в Студенческое научное общество (СНО).
Клинической базой университета является Вологодская областная клиническая больница.